# Virginia Squires 1973-1974
La stagione 1973-74 dei Virginia Squires fu la 7ª nella ABA per la franchigia.
I Virginia Squires arrivarono quarti nella Eastern Division con un record di 28-56. Nei play-off persero la semifinale di division con i New York Nets (4-1).

## Roster
| N° | Naz.                   | Ruolo | Sportivo        | Anno | Alt. | Peso |
| -- | ---------------------- | ----- | --------------- | ---- | ---- | ---- |
|    | Stati Uniti (bandiera) | A     | Scott English   | 1950 | 198  | 93   |
| 4  | Stati Uniti (bandiera) | A     | Larry Miller    | 1946 | 193  | 86   |
| 5  | Stati Uniti (bandiera) | AC    | Cincy Powell    | 1942 | 201  | 100  |
| 11 | Stati Uniti (bandiera) | G     | Bernie Williams | 1945 | 191  | 79   |
| 12 | Stati Uniti (bandiera) | AC    | Goose Ligon     | 1944 | 201  | 95   |
| 13 | Stati Uniti (bandiera) | G     | Dave Twardzik   | 1950 | 185  | 79   |
| 14 | Stati Uniti (bandiera) | G     | Fatty Taylor    | 1946 | 183  | 79   |
| 25 | Stati Uniti (bandiera) | C     | Jim Eakins      | 1946 | 211  | 98   |
| 30 | Stati Uniti (bandiera) | GA    | George Irvine   | 1948 | 198  | 91   |
| 31 | Stati Uniti (bandiera) | AC    | Roger Brown     | 1950 | 211  | 102  |
| 31 | Paesi Bassi (bandiera) | C     | Swen Nater      | 1950 | 211  | 109  |
| 34 | Stati Uniti (bandiera) | G     | Mike Barr       | 1950 | 191  | 82   |
| 35 | Stati Uniti (bandiera) | GA    | George Carter   | 1944 | 193  | 95   |
| 40 | Stati Uniti (bandiera) | G     | Barry Parkhill  | 1951 | 193  | 84   |
| 44 | Stati Uniti (bandiera) | GA    | George Gervin   | 1952 | 201  | 82   |

## Staff tecnico
- Allenatore: Al Bianchi
- Vice-allenatore: Al Bailey